# هفته خانک
هفته خانک روستایی در دهستان تلخاب بخش خنجین شهرستان فراهان استان مرکزی ایران است. ✅هفته خانک
هفته خانک هفت برادر بودند فرزندان مراد بیگ فرزند قنجعلی (گنجعلی) از گنجه آذر بایجان(باکو) از طایفه قدرتمند قرا قویونلو که شیعه مذهب بودند. قنجعلی جد ما محسوب می‌شود. از این هفت فرزند یکی بنام تراب که هفت فرزند قلدری داشته وصاحب شتر گوسفند فرا وان تراب که از عموهای ما بوده به سفارش برادری بنام غلامعلی پدر بزرگ آقای مرادی متین که هم‌اکنون مدیریت پتروشیمی اراک واز مهندسین انگشت شمار ایران است. تراب جهت کنترل املاک امیرآباد ومزلغانک نزدیک شتریه در امیرآباد ساکن می‌شوند. امیرآباد مزرعه هفته خانک بوده ساکنین اولیه امیرآباد هفته خانکی هستند سپس فرزندان تراب هم به آنها ملحق می‌شوند که در امیرآباد طایفه بزرگ حدود ۵۰ خانواری هستند. هفته خانک از علم ودانش غافل نمانده ودارای شخصیت‌های علمی ونظامی برجسته ای بوده‌اند. ازجمله نظامی معروف ارتش شاهنشاهی فرامرز هفته خانکی هر فردی از محله فراهان. بزچلو. شرا. اراک در ارتش به ایشان مراجعه می‌کردند مورد حمایت قرار می‌گرفتند شخصیتی درشت اندام وصاحب نفوذ بوده است. مهندس شجاعی زاده ۱۷ سال مدیر کل سازمان آب استان مرکزی. و… مهندس متین با تخصص ویژه در پتروشیمی ایران. هفته خانک از نظر تولید گندم در فرا هان شمالی زبانزد است ودارای زمین‌های مرغوب کشاورزی دیمی است. بیشتر مردم هفته خانک به قم کوچ کرده‌اند ودر فصل تابستان به کشاورزی در روستای هفته خان مشغول هستند ووویلاها ی خوبی هم ساخته‌اند. حاج مصطفی هفته خانکی معروف به پزشک دهکده دستش شفابخش هزاران نفر ازاستان مرکزیوخارج از استان مرکزی پذیرای بیماران بوده است که متأسفانه در سال ۱۴۰۳دار فانی را وداع گفت.
و صد البته در این مدت کهن هزاران انسان شریف را در قامت نظامی، پزشک، مهندس، معلم و … تقدیم این آب و خاک کرده است که متأسفانه به دلیل نبود امکانات و اطلاعات لازم نتوانستیم با این عزیزان تماس حاصل کنیم.
مطالب مربوط به تاریخچه روستای هفته خانک بر گرفته از کتابی است کهن که متأسفانه چندی است اطلاعی از مکان آن خط گوهر بار در دسترس نیست.

## جمعیت
بر پایه سرشماری عمومی نفوس و مسکن در سال ۱۳۹۵ جمعیت این مکان ۱۳۴ نفر (۳۸خانوار) بوده است.